# Christoffer Bergman
Christoffer Bergman (Karlstad, 6 ottobre 1989) è un pilota motociclistico svedese.

## Carriera
Bergman inizia a correre nel campionato svedese di motociclismo nel 2009 nella classe Superstock 600. Nel 2011 fa il suo esordio internazionale disputando tre Gran Premi nella Superstock 1000 FIM Cup conquistando un paio di punti. Nel 2012 è pilota titolare con lo stesso team della stagione precedenteː BWG Racing Kawasaki. Porta a termine tutte le gare a cui prende parte conquistando un secondo posto a Monza e concludendo la stagione al settimo posto con 88 punti. Sempre nel 2012 disputa due gare nella classe Stock 1000 del campionato Italiano Velocità conquistando un sesto posto ed una vittoria. Il 2013 vede Bergman impegnato sul doppio fronte Superstock FIM Cup e campionato Italiano Superbike concludendo i due campionati, sempre con BWG, al tredicesimo e all'undicesimo posto. 
Nel 2013 inoltre, diventa pilota collaudatore per l'azienda di sospensioni Öhlins.
Nel 2014 disputa, in qualità di wild card, la gara inaugurale in Aragona della Superstock 1000 FIM Cup, nuovamente con il team BWG Racing Kawasaki, concludendo al quarto posto. In questa stagione inoltre, prende parte ad un paio di gare nel campionato Italiano Superbike conquistando sei punti. Nel 2015 passa al team MG Competition e, in sella ad una Yamaha YZF-R1, conquista trentacinque punti ed il decimo posto finale nella Superstock 1000 FIM Cup. Nel 2016 è chiamato, a partire dal  Gran Premio di Assen, a sostituire Luke Stapleford nel mondiale Supersport con la Honda CBR600RR del team CIA Landlord Insurance Honda. Conquista trenta punti e chiude al ventesimo posto. Disputa altre cinque gare, con lo stesso team e la stessa motocicletta nel 2017 conqustando sedici punti e chiudendo ventiquattresimo. Sempre nel 2017, inizia a disputare, con il team Moto AIN, alcune gare del mondiale Endurance. A partire dal 2018 corre con la squadra polacca Wójcik Racing Team prendendo parte ad altre due edizioni del mondiale Endurance.
Nel 2020 è iscritto, con il team Wójcik, al mondiale Supersport. Non conclude la stagione a causa di un infortunio. Nel 2021 è nuovamente pilota titolare, con la stessa squadra delle stagioni precedenti e con Yamaha. Pur essendo costretto a saltare alcuni Gran Premi per infortunio, nei quali viene sostituito da Sheridan Morais, riesce a totalizzare quarantasette punti che gli consentono di chiudere la stagione al quattordicesimo posto. Nel 2023 gareggia nel mondiale Endurance con una Yamaha del team Wojcik Racing in equipaggio con Isaac Viñales, Sheridan Morais e Mahieu Gines.

## Risultati nel mondiale Supersport
| 2016 | Moto  |  |  |  |    |    |    |    |   |   |     |   |   |  |  |  |  |  |  |  |  |  |  |  |  | Punti | Pos. |
| ---- | ----- |  |  |  | -- | -- | -- | -- | - | - | --- | - | - |  |  |  |  |  |  |  |  |  |  |  |  | ----- | ---- |
| 2016 | Honda |  |  |  | 25 | 24 | 18 | 16 | 9 | 8 | Rit | 9 | 8 |  |  |  |  |  |  |  |  |  |  |  |  | 30    | 20º  |

| 2017 | Moto  |  |  |  |  |  |  |  |    |   |    |    |    |  |  |  |  |  |  |  |  |  |  |  |  | Punti | Pos. |
| ---- | ----- |  |  |  |  |  |  |  | -- | - | -- | -- | -- |  |  |  |  |  |  |  |  |  |  |  |  | ----- | ---- |
| 2017 | Honda |  |  |  |  |  |  |  | 11 | 9 | 12 | 16 | 16 |  |  |  |  |  |  |  |  |  |  |  |  | 16    | 24º  |

| 2020 | Moto   |     |    |    |  |  |  |  |  |  |  |  |  |  |  |  |  |  |  |  |  |  |  |  |  | Punti | Pos. |
| ---- | ------ | --- | -- | -- |  |  |  |  |  |  |  |  |  |  |  |  |  |  |  |  |  |  |  |  |  | ----- | ---- |
| 2020 | Yamaha | Rit | NP | NP |  |  |  |  |  |  |  |  |  |  |  |  |  |  |  |  |  |  |  |  |  | 0     |      |

| 2021 | Moto   |   |   |    |    |     |    |     |     |     |     |    |    |    |    |    |     |    |    |  |  |  |  |     |     | Punti | Pos. |
| ---- | ------ | - | - | -- | -- | --- | -- | --- | --- | --- | --- | -- | -- | -- | -- | -- | --- | -- | -- |  |  |  |  | --- | --- | ----- | ---- |
| 2021 | Yamaha | 8 | 6 | 10 | 11 | Rit | 11 | Inf | Inf | Inf | Inf | 15 | 12 | 22 | 13 | 12 | Rit | AN | 15 |  |  |  |  | Rit | Rit | 47    | 14º  |

| Legenda | 1º posto        | 2º posto            | 3º posto           | A punti      | Senza punti        | Grassetto – Pole position Corsivo – Giro più veloce |
| Legenda | Gara non valida | Non qual./Non part. | Ritirato/Non class | Squalificato | '-' Dato non disp. | Grassetto – Pole position Corsivo – Giro più veloce |